# Tour des Voleurs
La tour des Voleurs est un monument historique situé à Ammerschwihr, dans le département français du Haut-Rhin.

## Localisation
Ce bâtiment est situé Grand-Rue et route du Vin à Ammerschwihr.

## Historique
L'édifice fait l'objet d'une inscription au titre des monuments historiques depuis 1931.

## Architecture

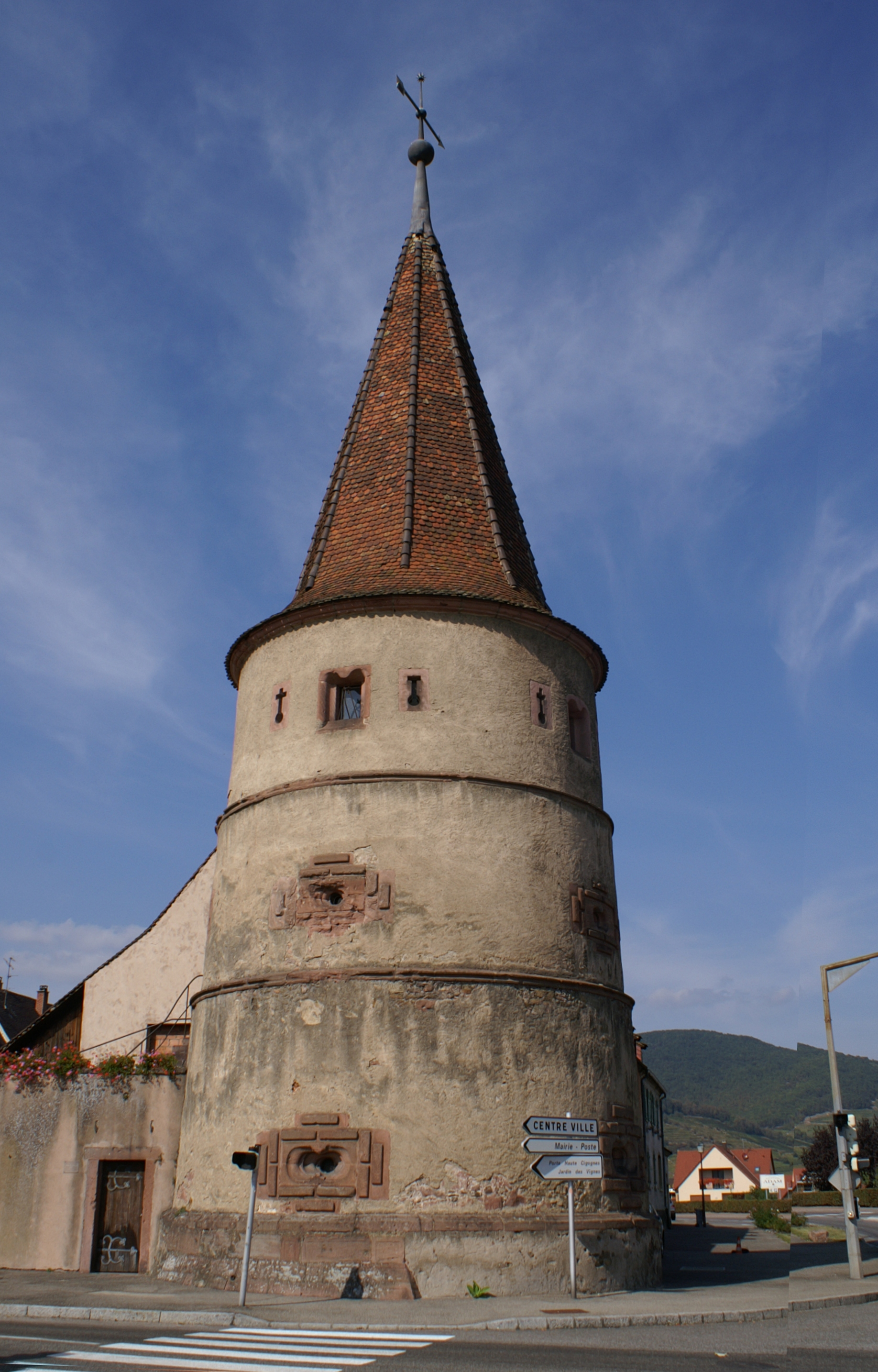